# Adalbert Bezzenberger

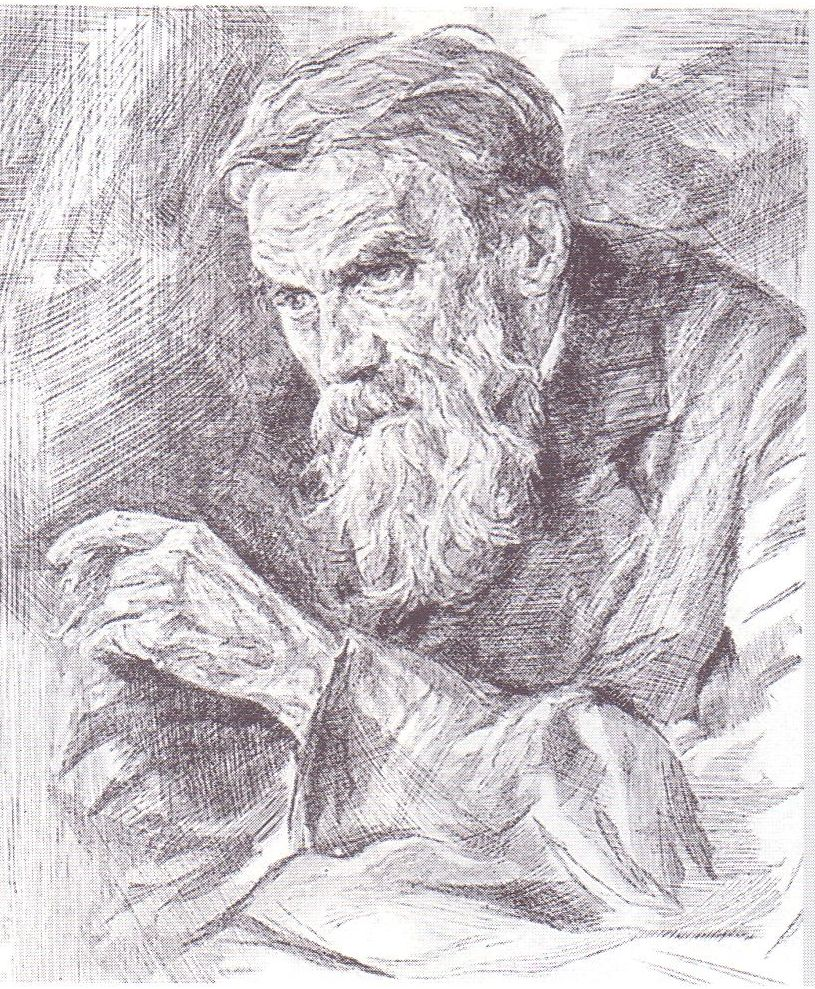
Adalbert Bezzenberger (Lithografie von Heinrich Wolff)

Adalbert Bezzenberger (* 14. April 1851 in Cassel; † 31. Oktober 1922 in Königsberg i. Pr.) war ein deutscher Sprach- und Vorgeschichtsforscher in Göttingen und Königsberg. Er gilt als Begründer der baltischen Philologie.

## Leben
Adalbert Bezzenberger war der Sohn des Germanisten Heinrich Ernst Bezzenberger und seiner Frau  Amalie Wiederhold (1819–1897). Von 1859 bis 1869 besuchte er das Lyceum Fridericianum in Kassel. Während des Studiums an der Universität Göttingen lenkte ihn Theodor Benfey von der Germanistik und der Geschichte zur Vergleichenden Sprachwissenschaft, in der Bezzenberger 1872 zum Dr. phil. promoviert wurde. 1873 ging er an die Universität München, wo Martin Haug sein Interesse an indogermanischen Sprachen weckte. Während seines Studiums wurde er im Wintersemester 1869/70 Mitglied der Burschenschaft Germania Göttingen im Schwarzburgbund. 1874 mit einem linguistischen Thema in Göttingen habilitiert und zum Privatdozenten ernannt, wurde Bezzenberger 1879 als o. Professor für Sanskrit an die Albertus-Universität Königsberg berufen. Dort begründete er die Philologie der baltischen Sprachen. Mit der Archäologie des Baltikums erschloss er sich ein drittes Arbeitsfeld.

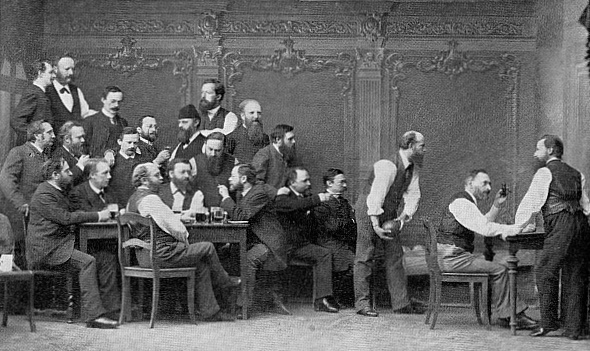
Bezzenberger beim Kegelabend des Vereins für wissenschaftliche Heilkunde

Bezzenberger galt als stärkste Persönlichkeit unter den Königsberger Professoren. 1890/91 war er der geschäftsführende Prorektor und nach der Abdankung der Hohenzollern 1919/20 und 1920/21 der erste Rektor der Albertus-Universität. Bezzenberger verließ sich nicht auf die Unterstützung durch die Preußische Regierung, sondern griff auch zur Selbsthilfe. Er gründete den Universitätsbund, dessen Mitglieder außer den Wirtschaftsverbänden auch zahlreiche Landwirte, Gewerbetreibende und Angehörige der freien Berufe wurden. Der Landesrat Reinhart Bezzenberger war ein Sohn.

## Ehrungen
- Wahl in die Akademie der Wissenschaften zu Göttingen (1884)[3]
- Korrespondierendes Mitglied der Russischen Akademie der Wissenschaften (1894)[4]
- Bezzenberger-Straße in Königsberg, von der Auguste-Viktoria-Allee zur Straße Tragheimsdorf
- Förderpreis der Bopp-Stiftung (1879)
- Roter Adlerorden 4. Klasse
- Königlicher Kronen-Orden (Preußen) 3. Klasse
- Russischer Orden der Heiligen Anna 2. Klasse

## Zitate
„Die Stimme der Geschichte gilt uns mehr als politische Doktrin. (1920)“
„Gelingt es nicht, Königsberg zu einem Anziehungspunkt und Sammelplatz für Forscher und Lehrer in einem weit höheren Grade zu machen, als es bisher der Fall war, so laufen wir Gefahr, daß gerade die tüchtigsten Dozenten und ebenso die fleißigsten Studenten von uns abwandern.“
„Nur wenn die Königsberger Universität erstrangig wird, kann sie ein Bollwerk Deutschlands bleiben und der Gefahr entgegentreten, daß ihr durch Rigas oder Wilnas Gründung die Suprematie der deutschen Wissenschaft aus der Hand geschlagen wird.“

## Schriften
- Beiträge zu Geschichte der Litauischen Sprache. auf Grund litauischer Texte des 16. und 17. Jahrhunderts. Peppmüller Verlag, Göttingen 1877.
- Ein litauisches Mandat vom Jahre 1589. In: Altpreußische Monatsschrift, Band 15, Königsberg in Pr. 1878,  S. 119–123 (Digitalisat).
- Altpreussisches. In: Altpreußische Monatsschrift, Band 15, Königsberg in Pr. 1878,  S. 124–129 (Digitalisat).
- Altpreussisches. II.  (Zur kritik der altpreussischen texte. 1 – Enchiridion 20, 81. – Einige altpreussische wörter.)  In: Altpreußische Monatsschrift, Band 15, Königsberg in Pr. 1878,  S. 269–281 (Digitalisat).
- Ueber das litauische wort brólis.  In: Altpreußische Monatsschrift, Band 15, Königsberg in Pr. 1878,  S. 282–288 (Digitalisat).
- Litauische Forschungen. Beiträge zur Kenntniss der Sprache und des Volkstumes der Litauer. Peppmüller Verlag, Göttingen 1882.
- Lettische Dialektstudien. Vandenhoeck & Ruprecht, Göttingen 1885.
- Über der Sprache der Preußischen Letten. Vandenhoeck & Ruprecht, Göttingen 1888.
- Sitzungsbericht der Altertumsgeschichte Prussia. 1892.
- Die Kurische Nehrung und ihre Bewohner. Engelhorn, Stuttgart 1889 (= Forschungen zur deutschen Landes- und Volkskunde, Band 3, Heft 4, S. 161–300) (Digitalisat)
- Die Osteuropäischen Literaturen und die slawischen Sprachen. B. G. Teubner Verlag, Berlin und Leipzig 1908.

Herausgeber
- Analysen vorgeschichtlicher Bronzen Ostpreussens. An ihrem 60jährigern Stiftungstage dem Andenken ihres ehemaligen Vorsitzenden Georg Bujak gewidmet von der Altertumsgesellschaft Prussia. Gräfe & Unzer, Königsberg 1904.
- Beiträge zu Kunde der Indogermanischen Sprachen. 1877–1906.
- Litauische und lettische Drucke des 16. Jahrhunderts. Peppmüller Verlag, Göttingen 1874/84 (6 Bde.).
- Zum Andenken an die Mitglieder des Preußischen Landtages und an die Toten der Preußischen Landwehr und des Preußischen National-Kavallerie-Regiments in den Jahren 1813 und 1814. Neubearbeitung. Verlag Rautenberg, Königsberg 1900.
- Die Berichte und Briefe des Rats und Gesandten Herzog Albrechts von Preussen, Ahasverus v. Brandt, nebst den an ihn ergangenen Schreiben in dem (Königlichen) Staatsarchiv zu Königsberg. Hrsg. von Adalbert Bezzenberger. 4 Hefte. Königsberg: Gräfe & Unzer, 1904–1921. Heft 5. Bearb. von Erhard Sprengel (Veröffentlichungen der Historischen Kommission für ost- und westpreußische Landesforschung, 4). Hameln: Thiele 1953.